# Adam Sandler
Adam Richard Sandler (n. 9 septembrie 1966, New York City, New York, SUA) este un actor, umorist, muzician, scenarist și producător de film american. Este fondatorul Happy Madison Productions, o companie producătoare de filme care a făcut și seria de televiziune Rules of Engagement.

## Copilăria
Adam Sandler s-a născut în Brooklyn, New York. Mama, Judy, educatoare la școală, iar tatăl, Stanley Sandler, inginer electric. Sandler este evreu. La vârsta de cinci ani, familia s-a mutat în Manchester, statul New Hampshire, unde a frecventat liceul Manchester Central High School. El și-a dat seama că este un comedian înnăscut, și, în timp ce mergea la universitatea New York University, și-a cultivat talentul dând reprezentații în mod regulat în cluburi și campusuri. El a terminat universitatea cu o Bachelor of fine arts în 1988.
Mai târziu, în cariera sa, el s-a folosit de aceste glume în filmele în care a jucat. Cântecul „Lunchlady Land” îi este dedicat lui Emalee, bucătăreasa din Hayden Dining Hall de la Universitatea New York. În filmul Click, Sandler se duce la Lake Winnipesaukee, cel mai mare lac din New Hampshire, unde a mers în tabără când era mic. În 2003, la Globurile de Aur, a fost nominalizat pentru Cel mai bun actor - categoria film muzical și de comedie, datorită rolului interpretat în pelicula Amețit de dragoste.

## Viața privată
Pe 22 iunie 2003 Sandler s-a căsătorit cu actrița Jacqueline Samantha Titone, și, în prezent au 2 fiice, Sadie Madison Sandler, născută pe 6 mai 2006, la Cedars-Sinai în Los Angeles, și Sunny Madeline Sandler, născută pe 2 noiembrie 2008. Sandler locuiește împreună cu familia în Los Angeles, deși are o casă și în New York.
În 2007, Sandler a făcut o donație de 1 milion de dolari către Boys and Girls Club din orașul natal, Manchester, New Hampshire. De asemenea, în același an, el a donat 2100 $ pentru campania prezidențială a republicanului Rudy Giuliani.

## Filmografie
| An   | Film                                  | Rol                            | Note                                                                            |
| ---- | ------------------------------------- | ------------------------------ | ------------------------------------------------------------------------------- |
| 1989 | Going Overboard                       | Schecky Moskowitz              | Primul rol într-un film                                                         |
| 1992 | Shakes the Clown                      | Dink the Clown                 |                                                                                 |
| 1993 | Coneheads                             | Carmine                        |                                                                                 |
| 1994 | Airheads                              | Pip                            |                                                                                 |
| 1994 | Mixed Nuts                            | Louie                          |                                                                                 |
| 1995 | Billy Madison                         | Billy Madison                  | și scenarist                                                                    |
| 1996 | Happy Gilmore                         | Happy Gilmore                  | și scenarist                                                                    |
| 1996 | Bulletproof                           | Archie Moses                   |                                                                                 |
| 1998 | The Wedding Singer                    | Robbie Hart                    |                                                                                 |
| 1998 | Dirty Work                            | Satan                          | Cameo                                                                           |
| 1998 | The Waterboy                          | Robert „Bobby” Boucher Jr.     | De asemenea producător executiv și scenarist                                    |
| 1999 | Big Daddy                             | Sonny Koufax                   | De asemenea producător executiv și scenarist                                    |
| 1999 | Deuce Bigalow: Male Gigolo            | Robert Justin                  | Cameo (numai voce)                                                              |
| 2000 | Little Nicky                          | Nicky                          | De asemenea producător executiv și scenarist                                    |
| 2001 | The Animal                            | Townie                         | Cameo producător executiv                                                       |
| 2002 | Mr. Deeds                             | Longfellow Deeds               | și producător executiv                                                          |
| 2002 | Punch-Drunk Love                      | Barry Egan                     | nominalizat la Premiul Globul de Aur pentru cel mai bun actor (muzical/comedie) |
| 2002 | Eight Crazy Nights                    | Davey Stone                    | Voce De asemenea producător și scenarist                                        |
| 2002 | A Day with the Meatball               | El însuși                      | Film de scurt metraj                                                            |
| 2002 | The Hot Chick                         | Mambuza Bongo Guy (necreditat) | Cameo producător executiv                                                       |
| 2003 | Anger Management                      | Dave Buznik                    | De asemenea producător executiv                                                 |
| 2003 | Pauly Shore Is Dead                   | El însuși                      | Documentar                                                                      |
| 2003 | Stupidity                             | El însuși                      | Documentar                                                                      |
| 2003 | The Couch                             | Couch Testing Guy              | Film de scurt metraj                                                            |
| 2004 | 50 First Dates                        | Henry Roth                     | De asemenea producător executiv                                                 |
| 2004 | Spanglish                             | John Clasky                    |                                                                                 |
| 2005 | The Longest Yard                      | Paul Crewe                     | De asemenea producător executiv                                                 |
| 2005 | Deuce Bigalow: European Gigolo        | Javier Sandooski (necreditat)  | Cameo Producător                                                                |
| 2006 | Click                                 | Michael Newman                 | De asemenea producător                                                          |
| 2007 | Reign Over Me                         | Charlie Fineman                |                                                                                 |
| 2007 | I Now Pronounce You Chuck and Larry   | Chuck Levine                   | De asemenea producător executiv                                                 |
| 2008 | You Don't Mess with the Zohan         | Zohan Dvir                     | De asemenea producător și scenarist                                             |
| 2008 | Bedtime Stories                       | Skeeter Bronson                | De asemenea producător                                                          |
| 2009 | Funny People                          | George Simmons                 |                                                                                 |
| 2010 | Grown Ups                             | Lenny Feder                    | De asemenea producător și scenarist post-producție                              |
| 2010 | Zookeeper                             | Maimuta Donald (voce)          | Voce; De asemenea producător post-producție                                     |
| 2011 | Just Go With It / Nevastă de împrumut | Danny                          |                                                                                 |

### Televiziune
| An        | Titlu                   | Rol                               | Note                                                             |
| --------- | ----------------------- | --------------------------------- | ---------------------------------------------------------------- |
| 1987–1990 | Remote Control          |                                   |                                                                  |
| 1987–1988 | The Cosby Show          | Smitty                            | Episoade: „The Locker Room” „Dance Mania” „The Prom” „The Visit” |
| 1990      | The Marshall Chronicles | Usher                             | Episod: „Brightman SATyricon”                                    |
| 1990      | ABC Afterschool Special | dealer de cocaina                 | Episod: „Testing Dirty”                                          |
| 1991–1995 | Saturday Night Live     | Divers                            |                                                                  |
| 2001      | Undeclared              | El însuși                         | Episod: „The Assistant”                                          |
| 2003      | Couch                   | Băiatul de testare al canapelelor |                                                                  |
| 2005      | Getaway                 | Henry Roth                        | Episod: „Found”                                                  |
| 2007      | The King of Queens      | Jeff „Bestia” Sussman             | Episod: „Mild Bunch”                                             |

## Discografie
| Titlu                           | An   | Premii     |
| ------------------------------- | ---- | ---------- |
| They're All Gonna Laugh at You! | 1993 | 2x Platină |
| What the Hell Happened to Me?   | 1996 | 2x Platină |
| What's Your Name?               | 1997 | Aur        |
| Stan and Judy's Kid             | 1999 | Aur        |
| Shhh...Don't Tell               | 2004 |            |